# Anders Wollbeck
Anders Wollbeck, född 10 februari 1958 i Stockholm, är en svensk låtskrivare och producent. Han är en del av låtskrivar- och producentgruppen Vacuum tillsammans med Mattias Lindblom. Han bor i Stockholm tillsammans med sin familj.
Wollbeck har arbetat med ett antal artister under sin karriär, däribland Army of Lovers, Alcazar, Midi, Maxi & Efti, Vacuum, Rachel Stevens, Monrose, Tarja Turunen, Cinema Bizarre, Vengaboys och Tata Young. Ett flertal av de låtar Wollbeck har varit med om att skriva och producera har blivit internationella hits. Han har också skrivit och producerat filmmusik till det tyska kriminaldramat Tatort.

## Utvald diskografi
- "Crucified, "Obsession" och Ride The Bullet med Army of Lovers. Crucified ingår i det multimiljonsäljande dataspelet Just Dance 4. En nyinspelad version av Crucified nådde plats 18 på den amerikanska danslistan 2014 (Billboard Dance/Club Chart)[3]
- "Crying at the Discoteque" med Alcazar
- "I Breathe" med Vacuum (Guldskiva i Sverige)
- "I Walk Alone", "Die Alive", "Into The Sun'" och "Victim of Ritual", "Innocence" och "Diva" med Tarja Turunen
- ""What You Don’t Know" av Monrose. #6 i Tyskland.
- "Negotiate with Love" med Rachel Stevens.[4]
- "Rocket To Uranus" med Vengaboys
- "Gib Mer A Chance" med Baschi. Guldskiva i Schweiz. [5]
- "Accidental" med Garou från albumet Piece of My Soul, Guldskiva i Kanada, Polen and Ryssland.
- "Love Is The Law" med Tata Young
- "Beginning" med Girls' Generation
- Wild Like That med Jeanette Biedermann
- Your Life med Till Brönner från det tyska top 10 albumet At The End Of The Day
- "Chu" med f(x). (Platinaskiva i Sydkorea)
- "Heavensent", "The Other People" och "Get Off" med Cinema Bizarre från albumet Final Attraction, top 10 i Tyskland.
- "I Only Know How To Love med The Tenors på albumet "The Canadian Tenors" (Nummer 1 på US Billboard)
- "Y3K" med Tohoshinki på albumet TIME (nummer 1 i Japan och i världen). [6]
- "You Set Fire To My Life", "Out Of The Blue", "Karma" och "Love Falls" med Tina Arena. Platinaskiva i Australien.

## Styrelseuppdrag
- STIM (Svenska artisters och musikers intresseorganisation Från 2015) [7]
- SKAP (Intresseförening för Sveriges kompositörer och textförfattare. Från 2016, ordförande från 2024) [8]
- Export Music Sweden (Marknadsför svensk musik utomlands. Från 2016) [9]
- Extended Licensing Committee i ICE Services Ltd (Samriskföretag med STIM, GEMA and PRS For Music. Från 2016)
- UniSong (Organisation för svenska låtskrivare och producenter. Från 2012) [10]